# Śpierewnik
Śpierewnik (Przysarcz) (kaszb. Jezoro Spiérewnik) – przepływowe jezioro rynnowe w Polsce, położone w województwie pomorskim, w powiecie chojnickim, w gminie Chojnice, w mezoregionie Bory Tucholskie, w kompleksie leśnym Borów Tucholskich, na obszarze Tucholskiego Parku Krajobrazowego.

## Charakterystyka
Jezioro o rozwiniętej linii brzegowej, w znacznym stopniu zalesione. Akwen jest połączony z jeziorami Suszek (na północy), Jeziorem Wysockim (na południu) i z systemem dorzecza Brdy poprzez Raciąską Strugę. Prowadzi tędy również szlak spływów kajakowych.